# Kota Kinabalu

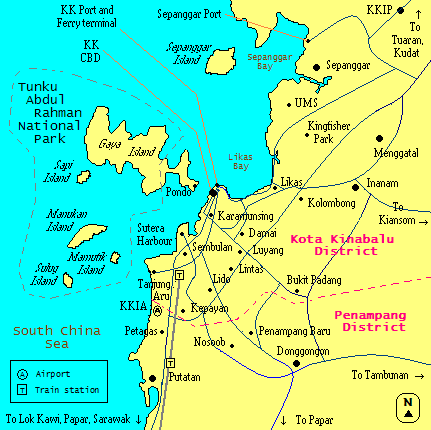
Kartenskizze

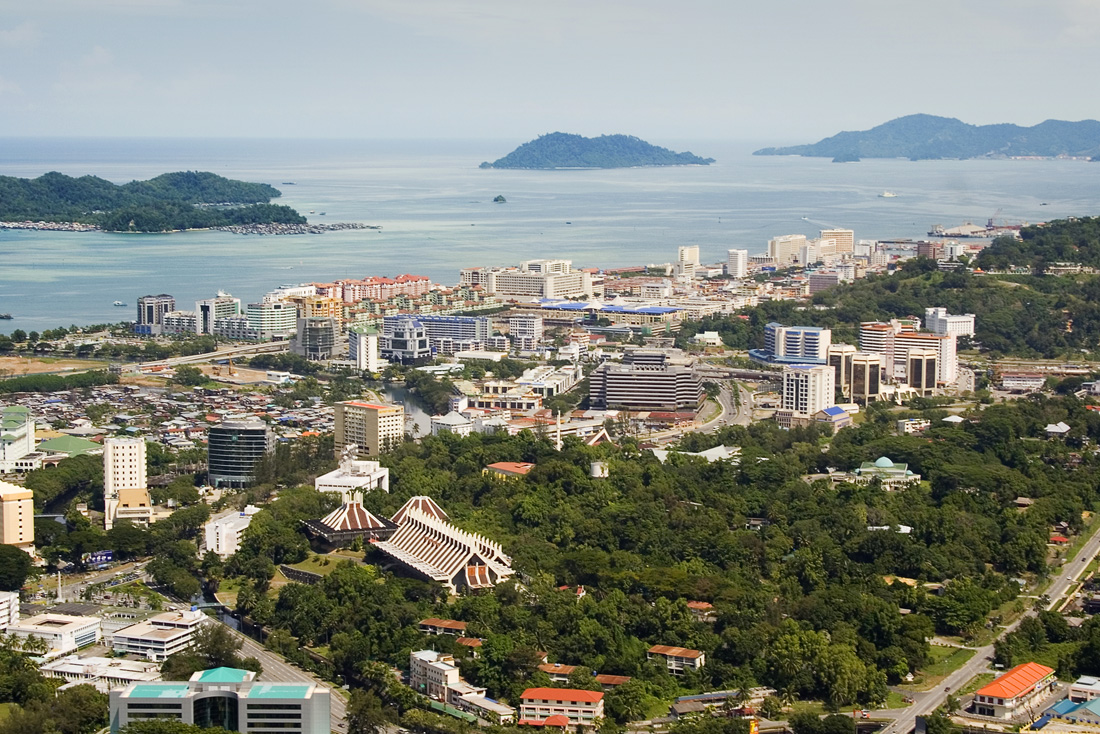
Kota Kinabalu

Kota Kinabalu (Betonung: 'Kota Kinaˈbalu – in Anlehnung an die in Malaysia übliche Abkürzung „KL“ für Kuala Lumpur oft mit KK abgekürzt; früher Jesselton) ist die Hauptstadt des malaysischen Bundesstaates Sabah auf der Insel Borneo. Die Volkszählung aus dem Jahr 2010 weist für das Stadtgebiet ohne Vorstädte eine Bevölkerung von 199.742 Einwohnern aus. Kota Kinabalu ist gleichzeitig Sitz des gleichnamigen Verwaltungsbezirkes Kota Kinabalu District.

## Namen der Stadt

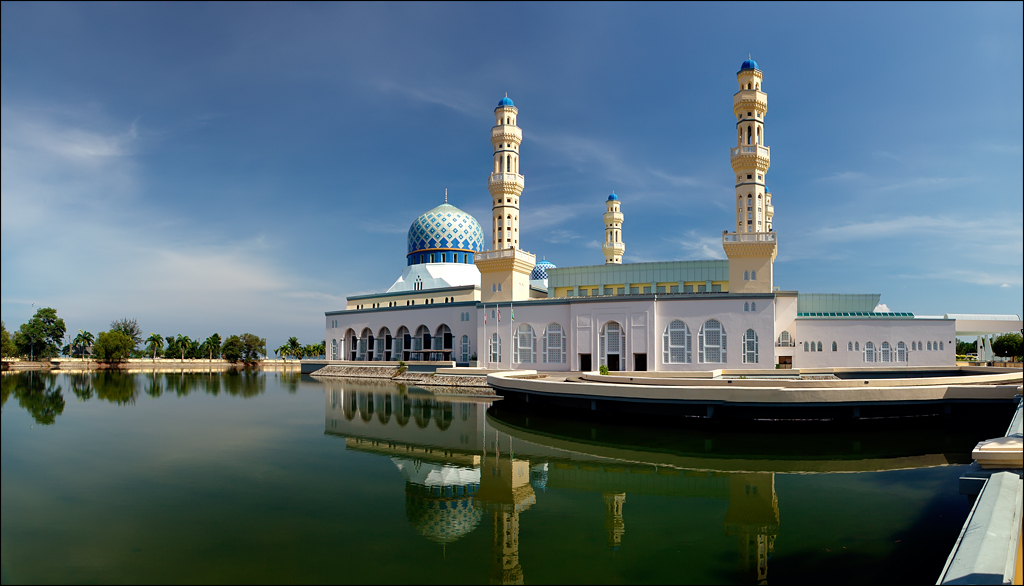
Masjid Bandaraya (City Mosque)

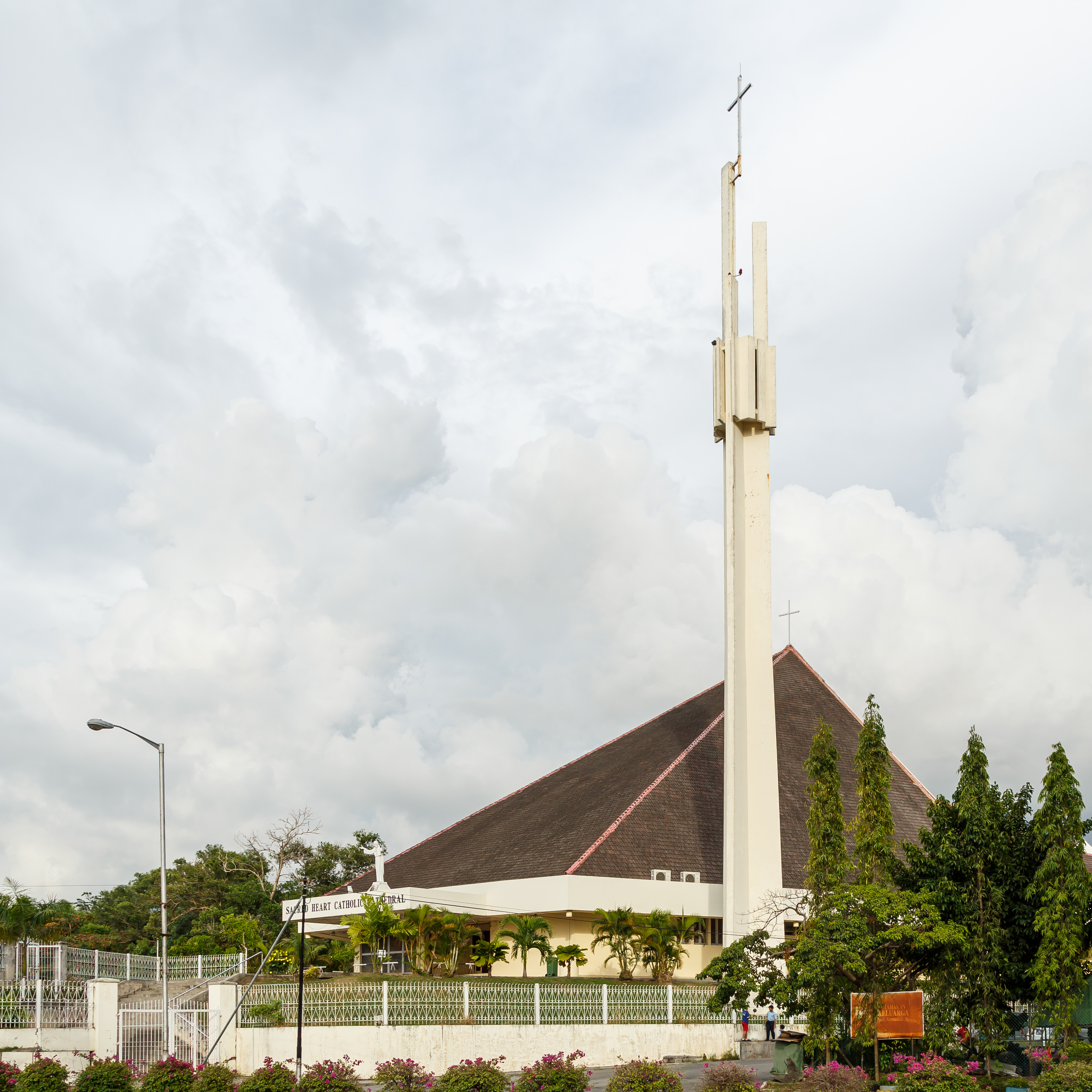
Katholische Kathedrale Sacred Heart

Der Platz, auf dem das heutige Kota Kinabalu gründet, war ursprünglich eine Siedlung der Bajau. Es gab dort größere Bestände des Baumes Avicennia, der von den Bajau Api-Api genannt wurde und der Siedlung ihren Namen gab.
Weitere historische Namen für den Platz waren Singgah Mata („wo die Augen gerne verweilen“) und Deasoka („unterhalb des Kokosnussbaums“). Letzterer bezieht sich auf ein Dorf im südlichen Teil der Siedlung, das mit Koskosnussbäumen bepflanzt war.
Als 1899 die Niederlassung der Company von Gantian an den heutigen Ort verlegt wurde, wurde das frühere Api-Api zu Ehren Charles Jessels in Jesselton umbenannt. Jesselton wurde 1968 in Kota Kinabalu umbenannt. Der neue Stadtname setzt sich aus Kota, dem malaiischen Wort für „Stadt“, und Kinabalu, einem Berg etwa 50 Kilometer östlich der Stadt, zusammen.
Die verschiedenen Benennungen der früheren Ansiedlungen finden sich noch heute in verschiedenen Straßen- und Gebäudenamen Kota Kinabalus wieder, z. B. Lintasan Deasoka, Api-Api Centre und Jalan Singgah Mata.

## Geschichte
Die North Borneo Chartered Company errichtete auf Pulau Gaya ihren ersten Verwaltungssitz im September 1882 mit dem vorrangigen Ziel, diese als Sammelstelle für Dschungelprodukte und einheimische Waren zu verwenden. Die Insel war bereits am 29. Dezember 1877 zusammen mit anderen kleineren Territorien an der Westküste auf der Basis eines Vertrags mit dem Sultan von Brunei erworben worden.
Die Siedlung litt von Anfang an unter dem Mangel an Wasser. Bereits 1885 wurden Stimmen laut, die eine Verlegung der Station auf das Festland forderten. Nachdem der Hafen und die Verwaltungsgebäude am 9. Juli 1897 während der Mat-Salleh-Rebellion zerstört und geplündert worden waren, verlegte die Gesellschaft ihre Verwaltungsgebäude auf das nahegelegene Festland, zunächst nach Gantian, heute Sepanggar Bay. Da einige der Männer aus Mat Sallehs Gefolge aus der Region von Inanam, Menggatal und Mengkabong kamen, forderte die Chartered Company Schadensersatz vom Sultan von Brunei, der zu dieser Zeit über diese Region herrschte. Als Ersatz für die bei der Plünderung Gayas entwendeten Waren im Wert von 100.000 Straits-Dollar trat der Sultan weitere Gebiete auf dem Festland an die Gesellschaft ab, darunter Menggatal, Mengkabong, Api Api, Sembulan, Inaman, Kuala Lama und Mebakut.
Die Lage in Gantian erwies sich nach kurzer Zeit als problematisch, da die Bucht wegen ihrer geringen Wassertiefe als Ankerplatz für größere Schiffe ungeeignet war. Außerdem wäre die Anbindung der Stadt an die bereits im Bau befindliche Eisenbahnstrecke die Gesellschaft teuer zu stehen gekommen, da die Gleise durch sumpfiges Gelände hätten verlegt werden müssen. 1899 wurde deshalb Henry Walker von der Landvergabe-Kommission beauftragt, einen Ersatz für Gantian zu finden. Walker schlug ein Streifen Land gegenüber von Gaya Island vor, der die Zustimmung der Gesellschaft fand. Gantian wurde aufgegeben und am 9. November 1899 erfolgte der erste Spatenstich für den Aufbau von „Jesselton“.
Während der Zeit unter der Verwaltung der Chartered Company war Jesselton das Zentrum des Handels mit Kautschuk, Rattan, Honig und Wachs.
Zum Gedenken an die Opfer des Ersten Weltkrieges wurde 1923 das North Borneo War Memorial errichtet.
Am 9. Januar 1942 wurde die Stadt von den Japanern besetzt. Gegen Ende des Krieges wurde Jesselton von den Alliierten fast völlig durch Bombenangriffe zerstört, so dass nur drei Gebäude stehen blieben. Nach dem Krieg wurde Nordborneo im Jahre 1946 eine britische Kronkolonie und das wieder aufgebaute Kota Kinabalu löste Sandakan als Hauptstadt ab.
Kota Kinabalu erhielt am 2. Februar 2000 den Status einer Stadt.

## Infrastruktur

### Flughafen
Kota Kinabalu ist durch den Kota Kinabalu International Airport (BKI) zu erreichen (5° 56′ 14″ N, 116° 3′ 6″ O). Der zweitgrößte Flughafen Malaysias ist ein Drehkreuz für nationale und internationale Fluggesellschaften. Die Billigfluggesellschaft Air Asia nutzt das 1957 errichtete und nach einer Generalrenovierung 2007 wiedereröffnete Terminal 2, das auch als LCCT (Low Cost Carrier Terminal) bezeichnet wird. Das seit 2008 neugestaltete Terminal 1 wird vor allem von Malaysia Airlines und anderen internationalen Fluggesellschaften genutzt.

### Eisenbahn
Kota Kinabalu ist Ausgangspunkt der einzigen Eisenbahnlinie von Sabah, die von der Hauptstadt über Beaufort nach Tenom führt.

## Tourismus
In Kota Kinabalu befinden sich die Gebäude der Sabah Foundation und des Sabah Museum. Auch befinden sich nahe Kota Kinabalu der Tunku Abdul Rahman Nationalpark und eine Gruppe von stark bewaldeten Inseln in der Nähe der Küste Kota Kinabalus.

## Galerie

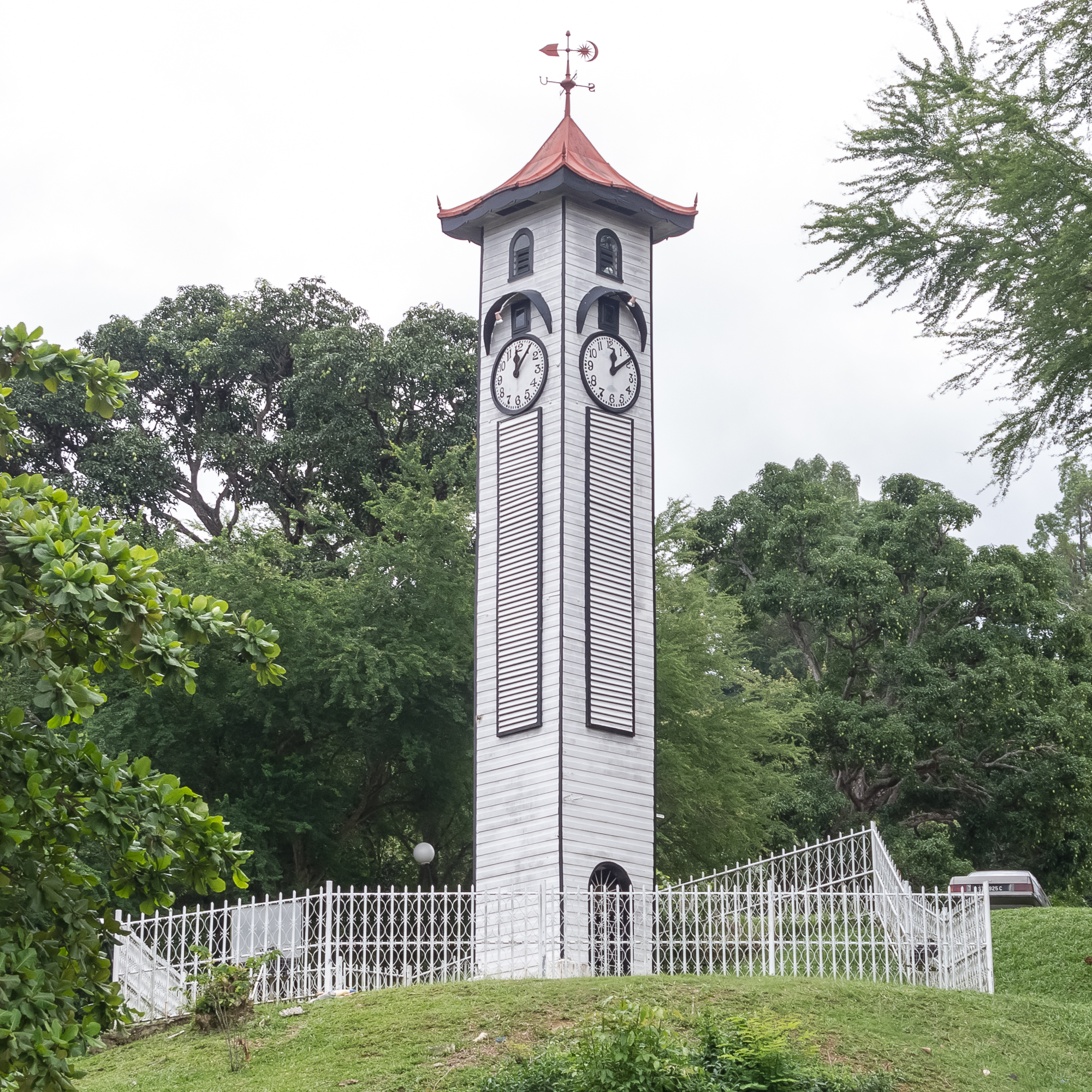
Historischer Glockenturm
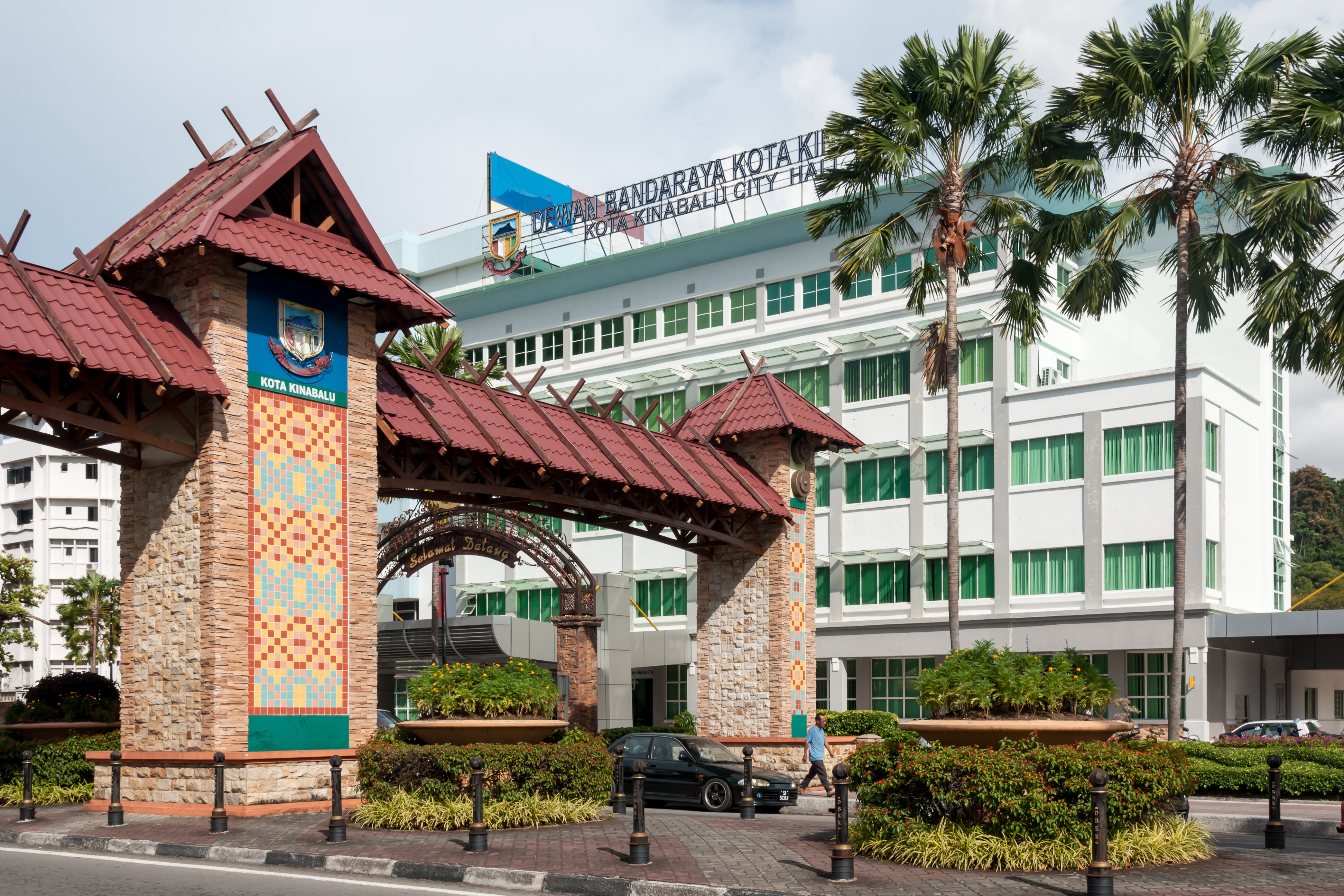
Rathaus
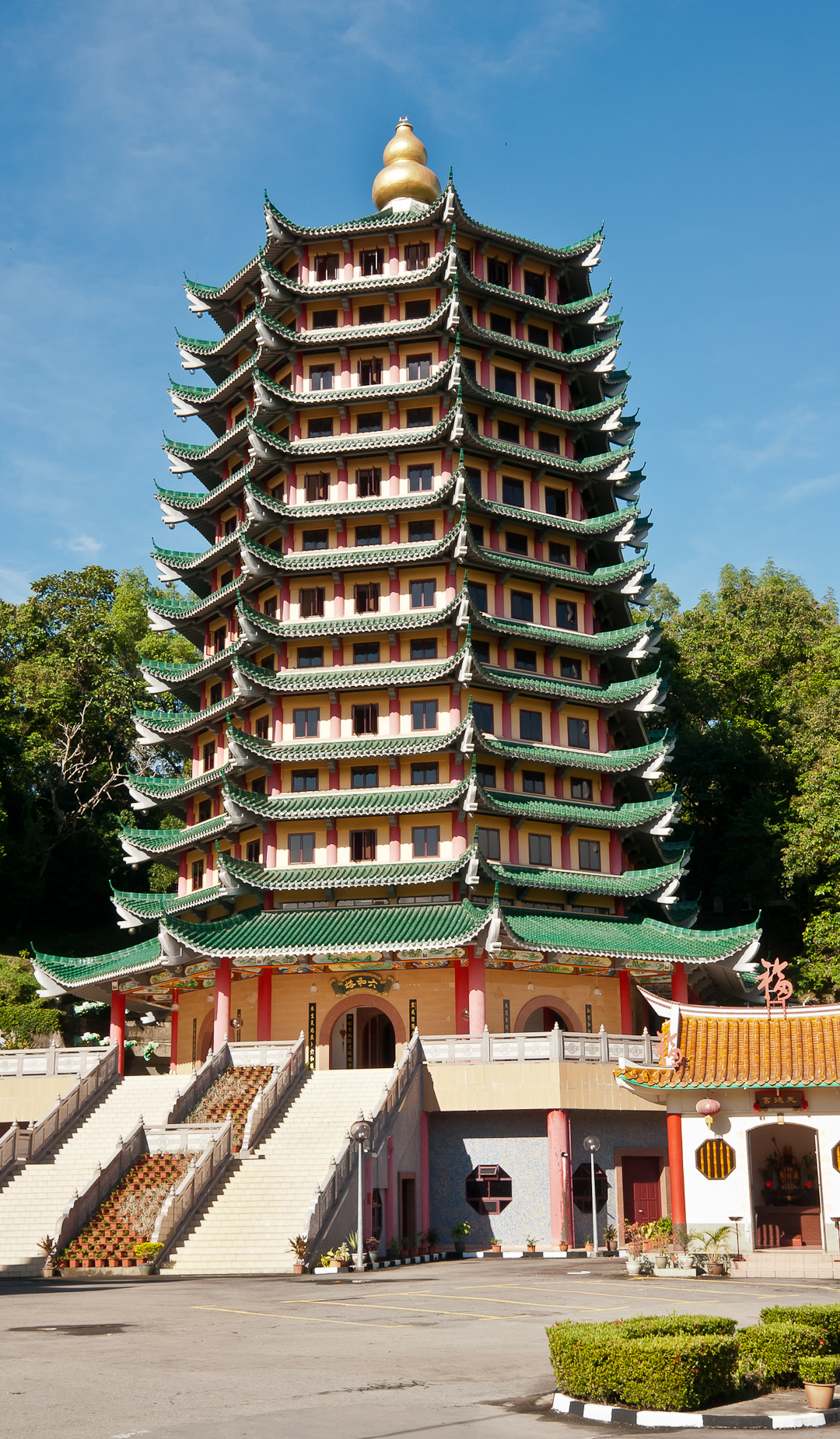
Che Sui Khor Tempel
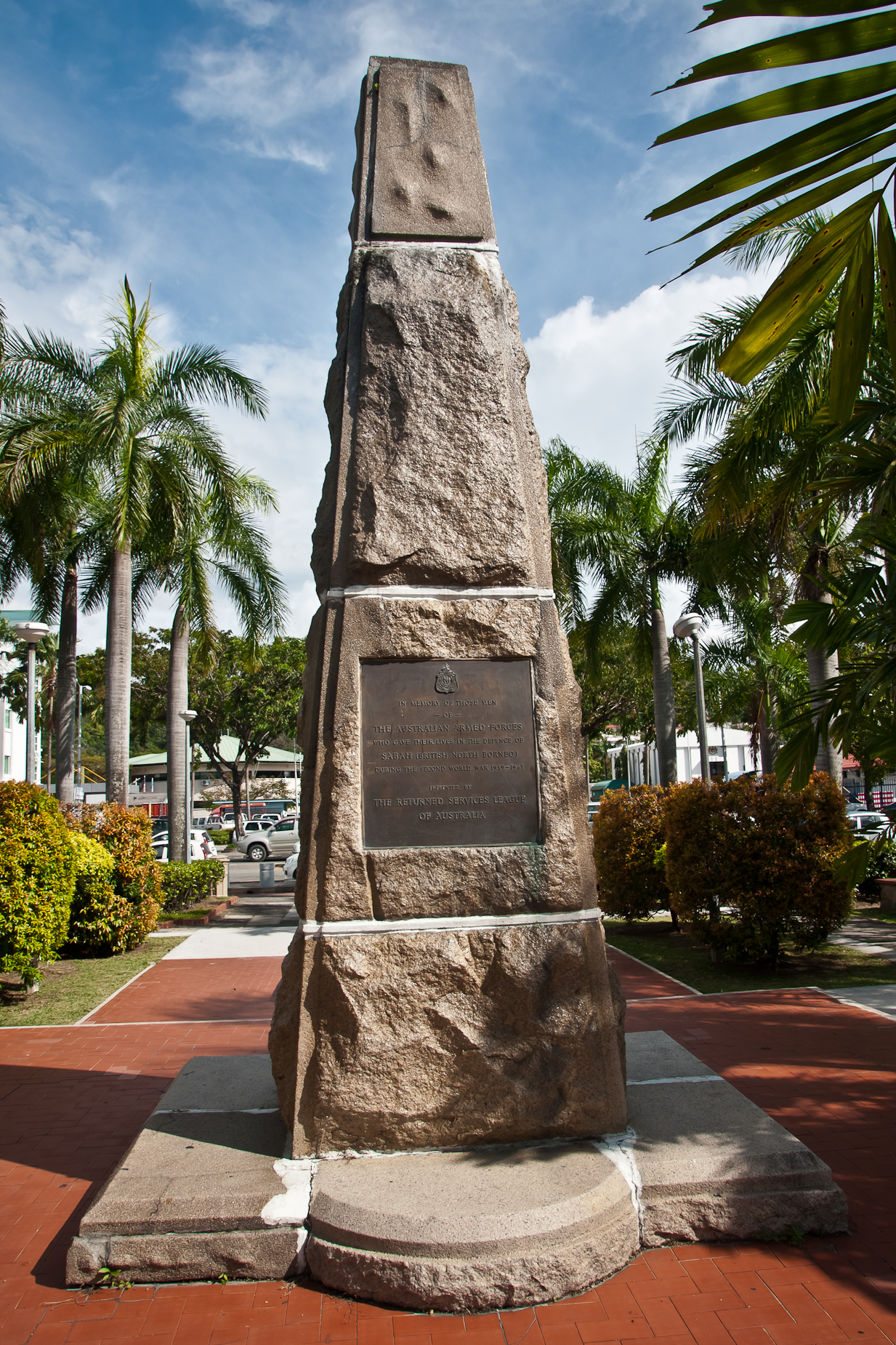
Gefallenendenkmal 1939/45
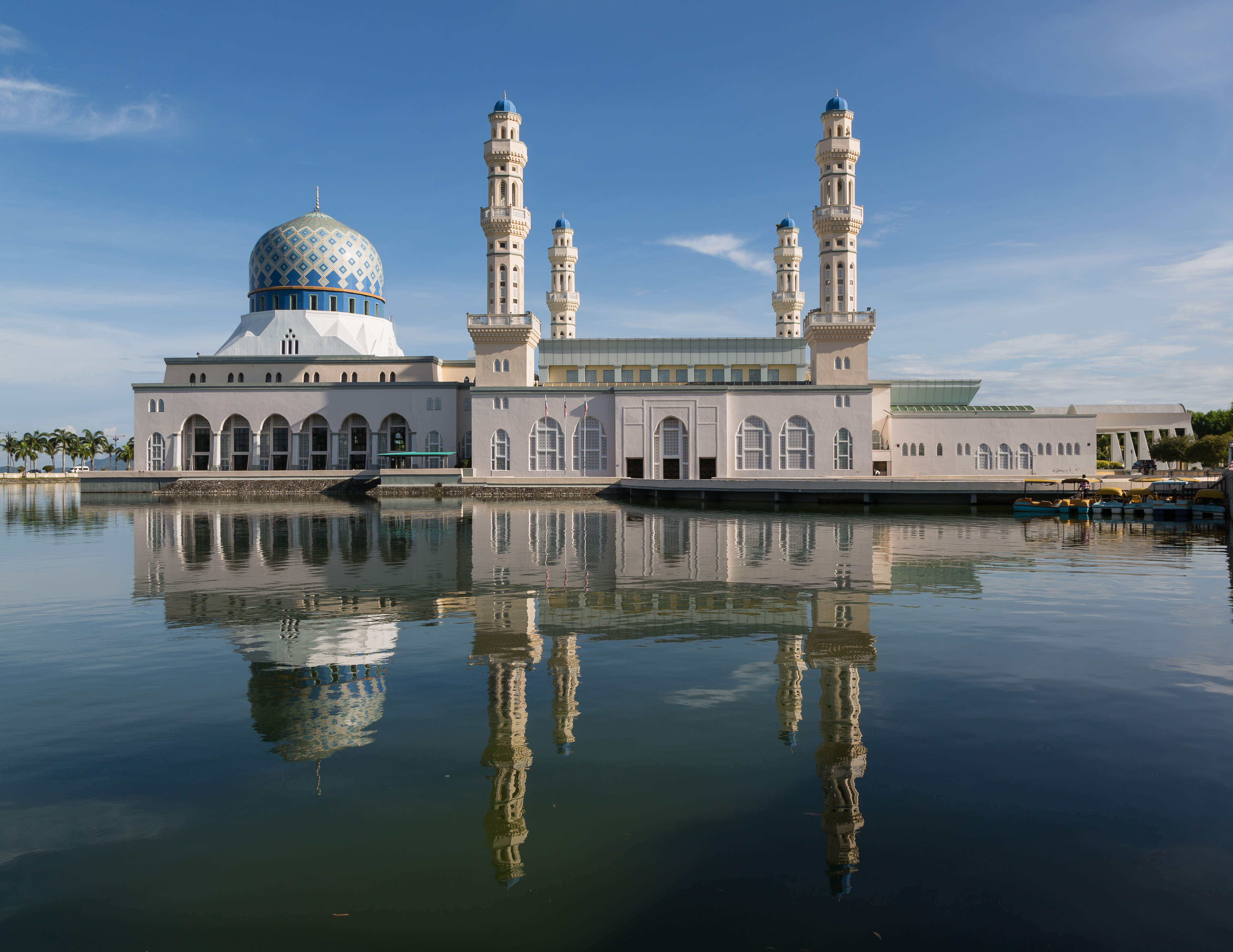
Moschee in Kota Kinabalu (Sabah)

## Klimatabelle
|                       | Jan  | Feb  | Mär  | Apr  | Mai  | Jun  | Jul  | Aug  | Sep  | Okt  | Nov  | Dez  |   |      |
| Mittl. Tagesmax. (°C) | 29,7 | 29,8 | 30,4 | 31,1 | 31,5 | 30,9 | 30,8 | 30,7 | 30,5 | 30,3 | 30,1 | 30,0 | ⌀ | 30,5 |
| Mittl. Tagesmin. (°C) | 22,5 | 22,5 | 23,0 | 23,6 | 24,0 | 23,6 | 23,4 | 23,4 | 23,3 | 23,2 | 23,1 | 22,9 | ⌀ | 23,2 |
|                       |      |      |      |      |      |      |      |      |      |      |      |      |   |      |
| Niederschlag (mm)     | 119  | 68   | 71   | 128  | 220  | 302  | 282  | 276  | 320  | 332  | 307  | 220  | Σ | 2645 |
|                       |      |      |      |      |      |      |      |      |      |      |      |      |   |      |
| Sonnenstunden (h/d)   | 6,2  | 6,9  | 7,7  | 8,2  | 7,4  | 6,6  | 6,4  | 6,3  | 5,8  | 6,0  | 6,2  | 6,4  | ⌀ | 6,7  |
|                       |      |      |      |      |      |      |      |      |      |      |      |      |   |      |
| Regentage (d)         | 10   | 7    | 6    | 8    | 13   | 14   | 14   | 14   | 15   | 16   | 17   | 13   | Σ | 147  |
|                       |      |      |      |      |      |      |      |      |      |      |      |      |   |      |
| Wassertemperatur (°C) | 28   | 28   | 28   | 29   | 29   | 29   | 29   | 29   | 29   | 29   | 28   | 28   | ⌀ | 28,6 |
|                       |      |      |      |      |      |      |      |      |      |      |      |      |   |      |
| Luftfeuchtigkeit (%)  | 83   | 82   | 81   | 80   | 81   | 80   | 79   | 78   | 81   | 82   | 83   | 83   | ⌀ | 81,1 |

| 22,5 |

| 22,5 |

| 23,0 |

| 23,6 |

| 24,0 |

| 23,6 |

| 23,4 |

| 23,4 |

| 23,3 |

| 23,2 |

| 23,1 |

| 22,9 |

| 22,5 |

| 22,5 |

| 23,0 |

| 23,6 |

| 24,0 |

| 23,6 |

| 23,4 |

| 23,4 |

| 23,3 |

| 23,2 |

| 23,1 |

| 22,9 |

## Söhne und Töchter der Stadt
- Mohamad Adnan Robert (1917–2003), Yang di-Pertua Negeri Sabah (zeremonielles Staatsoberhaupt von Sabah)
- John Lee Hiong Fun-Yit Yaw (* 1933), Geistlicher, Alterzbischof von Kota Kinabalu
- Penny Wong (* 1968), australische Politikerin
- Junior Eldstål (* 1991), schwedisch-malaysischer Fußballspieler
- Mohd Assri Merzuki (* 1994), Tennisspieler